# Victor Attinger
Victor Attinger (* 7. Juni 1856 in Neuenburg; † 5. Juni 1927 am Chaumont) war ein Schweizer Fotograf und Verleger.

## Leben
Attinger eröffnete 1889 eines der ersten Farbfotografie-Ateliers der Schweiz und war Gründungsmitglied der Neuenburger Société des Photographes. 1915 eröffnete er eine Kinemathek. Seine rund fünftausend Negativplatten umfassende Fotosammlung wurde 1984 entdeckt. Seit 1898 betätigte sich Attinger vorwiegend als Verleger und Fotograf. Zusammen mit Charles Knapp, Professor für Geografie in Neuenburg, und dem Kartografen Maurice Borel  (1860–1926) gab er von 1900 bis 1910 das Geographische Lexikon der Schweiz heraus, das parallel in französischer (Dictionnaire géographique de la Suisse) und deutscher Sprache erschien. Er initiierte auch die Herausgabe des Historisch-Biographischen Lexikons der Schweiz (HBLS), das von 1921 bis 1934 ebenfalls parallel auf Deutsch und Französisch erschien.